# 洗足学園小学校
洗足学園小学校（せんぞくがくえんしょうがっこう）は、神奈川県川崎市高津区にある私立小学校。
洗足学園音楽大学溝の口キャンパスと同一の敷地内に設置されている。ほとんどの児童が中学受験をする。また、女子児童は洗足学園中学校への内部進学も可能である。Apple distinguished school。

## 建学の精神
建学の精神
1924年（大正13年）創設者前田若尾が、旧平塚村（現：東京都品川区）の自宅に私塾を創設。その2年後現在の東京都目黒区洗足に移り、校名も洗足高等女学校と改める。敬虔なクリスチャンであった創設者は、新約聖書「ヨハネによる福音書」第13章に書かれているキリストの言葉から、「洗足」と命名した。
キリストは、明日は十字架の上に消えることを悟ったとき、12人の弟子たちの足をひとりひとり洗ってやって、最後の晩餐の席につきました。
イエスは、夕食の席から立ち上がって上着を脱ぎ、手拭（てぬぐい）をとって腰に巻き、それから水をたらいに入れて、弟子たちの足を洗い、腰に巻いた手拭で拭きはじめられた。
（中略）
しかし、主でありまた教師であるわたしが、あなたがたの足を洗ったからには、あなたがたもまた互いに足を洗うべきである。

わたしがあなたがたにしたとおりに、あなたがたもするように、わたしが手本を示したのだ。
「たがいに足を洗えとのりし み教守るここの学びや」という創設者が作詞した校歌にある通り、教学の理想をキリスト教の感謝と献身、犠牲と奉仕の信仰の中に打ち立て、学園はスタートを切ることとなる。この建学の基本理念および教育目標は脈々と引き継がれ、今日の教育が行われている。

## 学校教育目標
1. なにごとも自分で考えて行動のできる子（自立）
2. 大きな夢を持ち、粘り強くがんばる子（挑戦）
3. 人のためになることをすすんでできる子（奉仕）

## 教育の特徴
他者と社会のために奉仕貢献できる人材を「社会のリーダー」と考え、その育成を目標に掲げている。全ての教育活動は「社会のリーダー」に必要な資質や能力を身につけるために考え工夫されている。
「好き」から「得意」へ
子ども達の持つ知的好奇心や向上心を刺激する授業を目指している。
教科担当制
低学年では音楽、図工、体育、生活など一部の授業において、3年生以上はほぼ全ての教科において教科担当制をとっている。
ティーム・ティーチング
理科、生活、体育、家庭、算数の授業でティーム・ティーチングを実施している。
たてわり活動
1年生から6年生までの班を構成して活動している。
筆算検定
オリジナルの検定試験が実施されている。
日記漢字
毎日、日記と漢字を書く宿題がある。
読書指導
読書に力を入れており、毎朝の20分間の朝読書の時間、週に１度の読書の授業がある。
体験
本物に触れる、本物を見る体験を重視している。
- 農業体験 - 小学校内にある水田、学級園で農作物を栽培している。
- 校外学習
  - 生活科見学（季節の自然探し、公共施設見学等）
  - 社会科見学（浄水場、ごみ処理場、食品工場、民家園、自動車工場、製鉄所、国会議事堂、最高裁判所、ユニセフハウス等）
  - 理科見学（多摩川中上流域、城ヶ島地層）

宿泊行事
- 夏の学校（教室に宿泊）1～2年生
- 夏季移動教室（黒姫高原）3～6年生
- 修学旅行（屋久島）6年生

## オーケストラ活動
課外活動としてオーケストラがある。このオーケストラは洗足学園創立80周年を記念して2004年に設立され、「小学校オーケストラ（通称小オケ）」と呼ばれている。これは洗足学園内に複数のオーケストラがあるためである。
洗足学園音楽大学教授をはじめとする指導陣の指導の下、年に2度のコンサートを実施している。また、入学式や卒業式にはお祝いの演奏としてエルガーの行進曲「威風堂々」第一番を演奏している。
3年に一度サントリーホール（大ホール）でのコンサートも開催している。
委嘱作品（小オケ用に作られた曲）
- 祭りめぐり（三浦秀秋）
- クリスマスキャロル（三浦秀秋）
- 歌の玉手箱（荻野松宣）
- 玄関のカプリッチョ（三浦秀秋）
- クリスマスバスケット（岩岡一志）

## ICT
Apple distinguished schoolであり児童は一人一台のiPadを利用して学習している。
「ICT教育ではなくICTを使って学ぶ」ことをベースとしている。
学校としてICTを活用した取り組みを教育関係者向けサイトにまとめている。

## ICT_café
教育へのICTの活用が進んでいるが、その一翼を担っているのがICT_caféという教職員の学びの場である。
ICT_caféは放課後の時間帯に行われるカジュアルなスキルアップの場で参加は自由となっている。ここで学んだことを各自の教育に活かせる仕組みとなっている。
ICT_caféのコンセプトは
1. 勤務時間内に短時間で気軽に学べる
2. 全教職員のスキルアップのための場
3. 楽しくICTを学ぶ

となっており、この手法を参考にしている学校も多い。

## Base_C
2023年4月に今までの概念にとらわれない児童の学びのスペースとして「Base_C」が誕生した。
このスペースは図書館の「読書」、「情報」、「学習」すべての機能がそろい、児童の好奇心を刺激し好奇心に応える場所となっている。
STEAMを意識したツールも数多くそろっている。
具体的にはMacやラボットなどがある。

## 交通
- JR南武線武蔵溝ノ口駅、東急田園都市線・大井町線 溝の口駅 徒歩8分